# Зодчие (группа)
«Зодчие» — советская и российская рок-группа, образованная в 1980 году.

## История
Основатель группы Юрий Давыдов начинал ещё в школьных группах, но более серьёзно занялся музыкой в середине 1970-х годов, собрав группу «Гусляры», получившую популярность в среде студентов Московского архитектурного института. Группа часто выступала с местными звёздами — группами «Машина времени» и «Опасная зона», играла на танцах, участвовала во всевозможных конкурсах студенческой самодеятельности и пару раз выезжала за границу с так называемыми «поездами дружбы».
Самодеятельный этап в истории «Гусляров» закончился в 1980 году, когда на волне «олимпийской оттепели» они получили возможность легализоваться и, сменив название на «Зодчие», получили работу в Тюменской филармонии. Состав группы регулярно менялся. Явный прогресс начался лишь после 1983 года, когда в «Зодчих» появился пришедший из группы «Интеграл» гитарист и певец Юрий Лоза, песни которого (включая материал нашумевшего магнитофонного альбома «Путешествие в рок-н-ролл») составили львиную долю их нового репертуара.
В 1985 году по приглашению Юрия Лозы в группу пришли Валерий Сюткин и Андрей Артюхов, до того игравшие в московской группе «Телефон».
Наиболее стабильный и сильный состав сложился к началу 1986 года, когда «Зодчие» перешли под крыло Рязанской филармонии. В группу входили Юрий Давыдов (бас, виолончель, вокал), Юрий Лоза (гитара, вокал), Андрей Артюхов (гитара, вокал), Валерий Сюткин (бас, гитара, вокал), Александр Белоносов (который начинал в ленинградской группе «Форум», а также записывался с группой «ДК»; клавишные), Андрей Родин (скрипка, вокал) и Геннадий Гордеев (работал в ВИА «Шестеро молодых»; барабаны).
Их появление в телепрограмме «Утренняя почта» с пародиями на музыкальное явление под названием «итальянская эстрада» сразу сделало группе имя. Последовавшая за ним серия песен Юрия Лозы («Манекен», «Осень» и других) и Сюткина («Время любви», «Спи, малыш» и показанный по телевидению «Автобус 86» («Баллада об общественном транспорте»)) принесла «Зодчим» общесоюзную известность. По итогам 1986 года газета «Московский комсомолец» назвала их в числе пяти самых популярных групп страны. Давыдов и Сюткин участвовали в записи песни и съёмках клипа «Замыкая круг».
В октябре 1987 года, после турне по Украине, завершившегося концертом в Киеве, группу покинул Юрий Лоза. Выступление «Зодчих» на фестивале «Рок-Панорама’87» в том же декабре было неудачным, и в группе начались брожения. В 1988 её покинул Белоносов, место которого позднее занял Егор Иродов (клавишные).
Изменения в составе вынудили группу сократить количество гастролей и концертов. Тем самым высвободилось время для студийной работы, и группа приступила к записи альбома «Мусор из избы». В альбом вошли песни сатирического характера, высмеивавшие наследие эпохи застоя. По словам руководителя группы Юрия Давыдова, в композиции «Демонстрация», открывающей альбом, звучит запись выступления Леонида Брежнева, ради которой музыканты «перекопали массу пластинок, чтобы добиться нужного сатирического эффекта».
Песни «Дитя урбанизма» и «Металлист Петров» в исполнении Валерия Сюткина прозвучали в выпусках программы «Взгляд», но в альбом «Мусор из избы» последняя композиция вошла в исполнении Александра Мартынова.
В 1989 году Валерий Сюткин также покинул группу и собрал неудачный проект «Фэн-О-Мэн», после чего успешно вписался в группу «Браво».
Записанный в 1988 и выпущенный «Мелодией» годом позже альбом «Мусор из избы» не спас положения.
Место Сюткина занял обладавший неплохим голосом, но не столь эффектный Александр Мартынов, однако отсутствие у «Зодчих» новых идей и приход на сцену следующей генерации музыкантов в конечном счёте подвели итог их существованию.
Возрождение
В 2018—2019 годах Юрий Давыдов реанимировал группу, возобновив концертную деятельность. В новый состав группы вошли Юрий Давыдов (бас), Александр Белоносов (клавишные), Андрей Артюхов (гитара) и ранее не игравший в «Зодчих» барабанщик Юрий Павлюков. «Зодчие» снова появились на телевидении. Иногда, в роли специально приглашённых звёзд, на концертах и в съёмках также принимали участие бывшие вокалисты — Валерий Сюткин и Юрий Лоза. Первый альбомом возрождённого коллектива получил название «Злобные старикашки».
В 2020 году «Зодчие» заметно активизировали деятельность в интернет-пространстве и социальных сетях, стали гостями «Рок-уикенда» (радио Маяк) и «Квартирника у Маргулиса», НТВ.
В 2021 - 2022 году группа даёт серию больших концертов в столичных клубах, становится гостем шоу "Мурзилки LIVE" на Авторадио и выпускает ряд новых синглов - "Мужчины с пробегом", "Песня без мата", "Бросаем Пить!", "Красивая Дама", "Любовь с первого секса" и тд.

## Юрий Давыдов
Давыдов Юрий Николаевич родился в Одессе 16 января 1957 г., детство провёл в Москве в коммуналке на Пушкинской площади у бабушки.
Учился в музыкальной школе по классу виолончели и аккордеона, но в 12 лет был зачислен в знаменитую футбольную школу молодёжи (ФШМ) в Лужниках и музыку на время оставил.
В 1972 году перешёл в школу 1140 с физико-математическим уклоном, создав из одноклассников первую группу, осваивая на самодельных гитарах азы бит-музыки. Одновременно перешёл в юношескую команду «Торпедо», где отыграл два сезона.
В 1974 г., после окончания школы поступил в МАИ на факультет радиоэлектроники и автоматики и, завершив юношеский футбольный цикл, всё свободное время уделял группе. Как и у всех, состав постоянно менялся, но коллектив, взяв название «Гусляры», играл всё сильнее, завоёвывал первые призы на различных конкурсах и фестивалях самодеятельности.
Юрий в то время пытался совместить влияние с одной стороны классиков мирового рока — “The Beatles”, “Uriah heep”, “Pink Floyd” с лучшими образцами советских ансамблей — «Песняры», «Ариэль», «Норок» в основе которых был фолк-рок.
Ансамбль был замечен. Его включали в состав молодёжных и профсоюзных делегаций, делегаций в Болгарию, Польшу, ГДР.
В 1978 году в Польше Юрию удалось чудом попасть на концерт “Slade”, что в те годы было невероятным и произвело колоссальное впечатление на молодого музыканта.
В ноябре того же года «Гусляры» заняли первое место с композицией «Зодчие», написанную Ю. Давыдовым по поэме Дм. Кедрина на московском конкурсе любительских групп и стало понятно, что на этом уровне все ступени пройдены.
В 1979 году, закончив МАДИ, в который он перешёл на 3 курсе и недолго проработав инженером, Юрий вместе с другими участниками приняли приглашение Тюменской филармонии и получили профессиональный статус, под новым названием «Зодчие».
Состав в тот период: Ю. Давыдов (бас), А. Киселёв (вокал), Н. Соцков (гитара), А. Егоров (клавиши), А. Родин (скрипка), А. Зотов (ударные). Ансамблю после уютного положения одного из лидеров московских самодеятельных групп пришлось пройти суровую школу начинающего профессионального коллектива. Тюменский север в то время — не самое комфортное место на свете, поэтому часть ребят покинула коллектив и началась кадровая чехарда вплоть до 1983 года, когда в коллектив пришёл опальный на тот момент Юрий Лоза (экс-«Интеграл» и «Примус»). Тюменская дислокация в данном случае очень помогла, поскольку трудно было в этих местах жёстко контролировать кадровую и репертуарную политику.
С приходом Лозы коллектив круто изменил стиль, сделав программу более зрелищной и весёлой, а приход через год Валерия Сюткина довершил начатое.
С 1985 г. после триумфального, хотя и случайного, концерта в Театре эстрады на Фестивале молодёжи и студентов, группа ворвалась в эстрадную элиту и в течение нескольких лет её концертная программа считалась самой весёлой и зрелищной, с некоторой социальной направленностью. Но времена в то время менялись очень быстро. Лоза и Сюткин ушли в свободное плавание. Приглашение А. Шевченко и А. Анохина заставило изменить программу, которую до этого составляли в основном песни Лозы и Сюткина, так появились «Дайте народу пиво», «Землекоп», «Девушка в белом», «Демонстрация», «Наливай», «Часовой», «Товарищ майор», «Безбожный переулок», «Дедушка Ленин» и другие, написанные Давыдовым в соавторстве и самостоятельно.
Однако социальное направление постепенно теряло востребованность, многое, за что выступала группа, свершилось, под знаменем «Ласкового мая» появилась новая музыка и новое поколение слушателей. Амбициозность не позволяла находиться на вторых ролях, поэтому в 1992 году группа распалась. Этому способствовало и то, что Юрий Давыдов увлёкся новым проектом — созданием футбольной команды «Старко» звёзд российской эстрады. В эту затею мало кто верил, но эта команда существует уже тридцать лет и завершать свою славную историю не собирается. За её плечами свыше 500 матчей в разных городах и странах, свыше 10 млн. долларов, собранных на лечение тяжелобольных детей в рамках акции «Под флагом Добра!», в которой, кроме музыкантов, участвуют ведущие политики, знаменитые спортсмены, известные журналисты и бизнесмены.
С 2007 г. и по настоящее время в России проводится ежегодное, уникальное, доселе невиданное событие — Чемпионат мира среди артистов (футбольно-музыкальный фестиваль «Арт-футбол»), где Юрий выступает инициатором, организатором, а с недавних пор и Президентом одноимённой международной ассоциации. На Фестивале в течение 10 дней звёзды эстрады и кино из 16 стран Европы, Азии и Южной Америки днём играют в футбол, а вечерами представляют свои концертные программы и кинофильмы.
В 1997-98 гг. Юрий Давыдов руководил концертным отделом в Лужниках, возродив утраченную из-за рынка на территории стадиона концертную деятельность.
Был организован первый «Праздник пива», на котором впервые в мире был запущен настоящий пивной фонтан, используя один из фонтанов около дворца спорта. Превратился в масштабное мероприятие «Праздник столичного мороженого». В 1998 г. на Большой спортивной арене прошёл концерт “The Rolling Stones”.
На других площадках в этот период выступали “Scorpions”, Brian May, “Status Quo”, “Pet Shop Boys” и многие другие.
В 2019 году — очередная сенсация: Ю. Давыдов, А. Белоносов, А. Артюхов и новый ударник Ю. Павлюков возродили группу и выпустили альбом новых песен «Злобные старикашки», в которых удалось полностью сохранить и передать главную фишку «Зодчих» — суперпозитивную иронию к окружающему миру и самоиронию. Стали хитами «В 10-Б не слушали «Любэ», «Секс-драйв», «Масковский факстрот», «Глядь!», «Руки в боки» и др. Коллектив медленно, но верно, отвоёвывает своё новое пространство в отечественном так называемом шоу-бизнесе.

## Бывшие участники
В профессиональный период (1980—1991) в составе группы выступали:
1. Юрий Лоза — вокал, гитара, автор песен (1983—1987)
2. Валерий Сюткин — вокал, гитара, бас, автор песен (1985—1988)
3. Андрей Артюхов — гитара, вокал (1985—1990)
4. Николай Кольцов — гитара, вокал (1980—1984)
5. Александр Белоносов — клавишные, вокал (1986—1988)
6. Юрий Давыдов — бас, вокал, виолончель (1980—1991)
7. Андрей Родин — скрипка, вокал (1979—1991)
8. Игорь Лосев — клавишные (1984—1986)
9. Алексей Зотов — ударные (1980—1984)
10. Геннадий Гордеев — ударные (1984—1990)
11. Леонид Липницкий — клавишные (1988—1989)
12. Борис Носачёв — гитара (1990—1991)
13. Егор Иродов — клавишные (1989—1991)
14. Анатолий Бельчиков — ударные (1990—1991)
15. Александр Мартынов — вокал (1989—1990)
16. Александр Шевченко — вокал (1989—1991)
17. Валерий Анохин — вокал (1990—1991)
18. Павел Щербаков — вокал (1990—1991)
19. Алексей Киселёв — флейта, вокал (1980—1982)
20. Андрей Егоров — клавишные (1980—1981)
21. Алексей Попов — гитара, вокал (1980—1986)
22. Александр Добрынин — вокал (1982—1983)
23. Андрей Якубов — вокал (1983)
24. Александр Стражгородский — клавишные (1983—1984)
25. Владимир Занин — клавишные (1983—1984)
26. Александр Суздалев (1981—1983)
27. Сергей Миров — режиссёр (1987-88)[2]

## Дискография
1. «Огни эстрады» (с Юрием Лозой) (1984)
2. «Экология» (1987)
3. «Дитя урбанизма» (1987)
4. «Пятая серия» (другое название — «Непруха») (1987)
5. «Концерт в Таллине» (1987)
6. «Мусор из избы» (1989, 1990 — виниловый диск на фирме «Мелодия»)
7. «Наливай» (1991)
8. «Песни 1984—1993» (1996, сборник)
9. «Любовное настроение» (2004, сборник)
10. «В украинской деревне хорошо» (2004, сборник)
11. «Злобные старикашки» (2019)
12. «Мамы-Папы будут в шоке!» (2021, сингл)
13. «Любовь с первого секса» (2021, сингл)
14. «Песня без мата» (2021, сингл)
15. «Красивая дама» (2022, сингл)
16. «Бросаем пить» (2022, сингл)
17. «Мужчины с пробегом» (2022, сингл)
18. «Ах, Россия!» (2022, сингл)